# Hornacht
Hornacht war ein altägyptischer Beamter, der in der 19. Dynastie lebte. Er trug den Titel Stellvertreter von Kusch und war damit einer der leitenden Beamten in Nubien, das zu dieser Zeit eine ägyptische Provinz war.
Hornacht ist vor allem von fünf Türpfosten bekannt, die in Sai, Amara-Ost und Abri entdeckt wurden. Sie fanden sich alle in moderner Wiederverwendung, so dass nicht klar ist, ob sie einst Wohnbauten oder ein Grab schmückten. Auf der Insel Sai fand sich auch ein Türsturz, der Hornacht und seine Gemahlin zeigt. 2015 konnte schließlich bei Sai sein Grab lokalisiert werden. Es hatte eine Kapelle, eine kleine Pyramide und einen Schacht, der zur Grabkammer führt. Sein Name fand sich auf den Resten eines Pyramidions.
Anhand von Inschriften kann die Karriere des Hornacht zum Teil rekonstruiert werden. Er war der Sohn des Stellvertreters Hatiai. Am Beginn seiner Karriere war Hornacht königlicher Bote und wurde von dort aus zum Stellvertreter von Kusch befördert.
Es ist unsicher, ob er mit einem gleichnamigen Stellvertreter von Wawat identisch ist.